# Bart Dockx
Bart Dockx (Turnhout, 2 settembre 1981) è un ciclista su strada belga, professionista dal 2001 al 2011, conta quattro vittorie in carriera.

## Carriera
Da professionista ha ottenuto tre successi; ha inoltre preso parte a quattro edizioni della Vuelta a España e ad un Giro d'Italia. Tra gli altri piazzamenti ottenuti in carriera, conta un quarto posto alla Veenendaal-Veenendaal nel 2005, un terzo posto al Gran Premio Pino Cerami nel 2006 e un secondo posto di tappa alla Vuelta a España sempre nel 2006.

## Palmarès
- 2000 (dilettanti)

Grand Prix Willy Teirlinck
- 2001

3ª tappa Ronde van Vlaams-Brabant
- 2002

Vlaamse Pijl
1ª tappa Ronde van Zuid-Oost-Vlaanderen

### Altri successi
- 2004

Kermesse di Oostrozebeke

## Piazzamenti

### Grandi Giri
- Giro d'Italia

2009: 168º
- Vuelta a España

2005: 95º
2006: ritirato
2007: 111º
2008: 111º

### Classiche monumento
- Liegi-Bastogne-Liegi

2010: 91º